# Māui

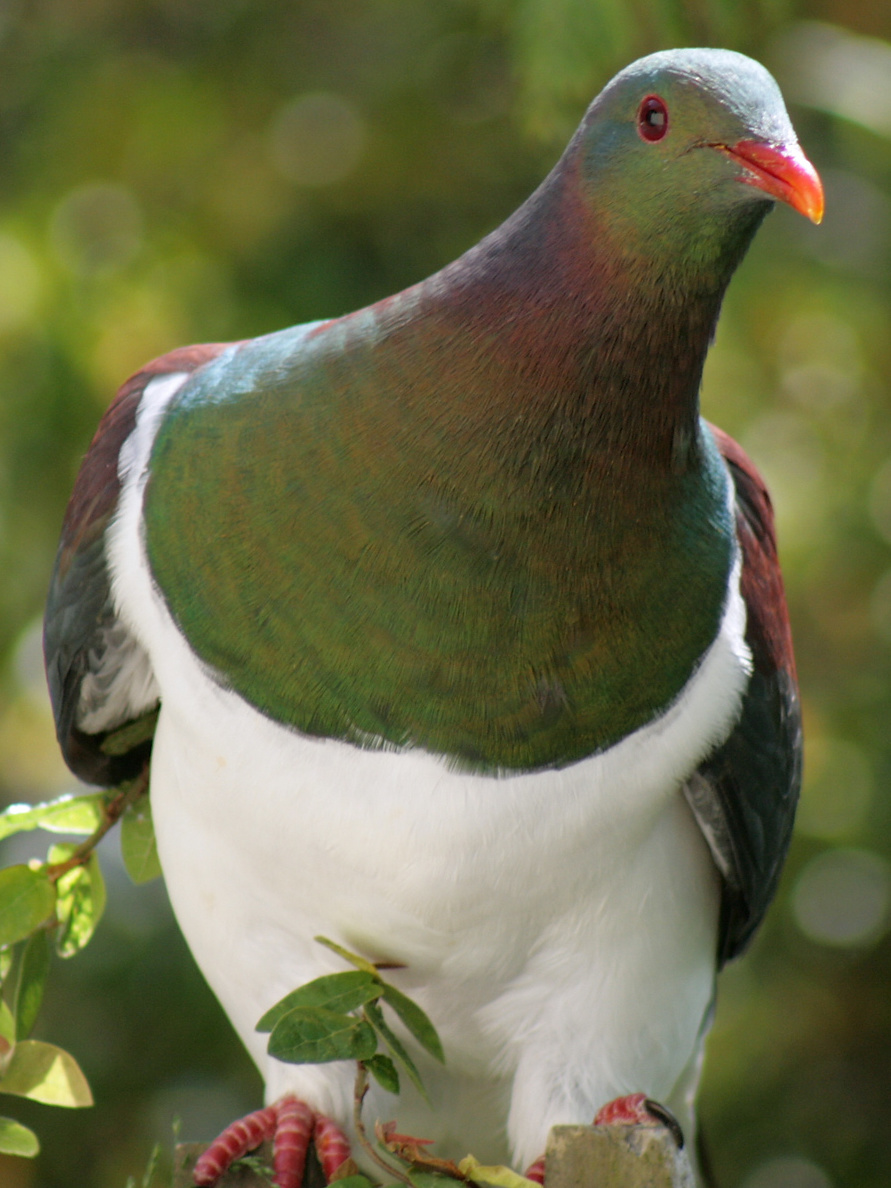
Māui nahm die Gestalt einer Taube an, als er versuchte, seinen Vater in der Unterwelt zu finden

Māui, auch genannt Māui-tikitiki, ist in der Mythologie der Māori Neuseelands ein Halbgott, bewundert und berühmt für seine spektakulären Heldentaten und seine Raffinesse. So besiegte er die Sonne oder stahl das Feuer für die Menschen.
Auch in anderen Mythologien Polynesiens kommt Māui vor, so auch in der hawaiischen Mythologie. Nach ihm ist die Hawaii-Insel Maui benannt.

## Legende

### Māuis Geburt
Māui ist der Sohn von Taranga, der Ehefrau von Makea Tutara. Er wurde auf übernatürliche Weise geboren: seine Mutter warf ihn noch als Fötus ins Meer, eingewickelt in Haare aus ihrem Haarknoten (tikitiki), daher wird Māui auch Māui-tikitiki-a-Taranga (Māui-der-Zopf-von-Taranga) genannt. Meeresgeister fanden ihn und wickelten ihn in Seegras. Māuis göttlicher Vorfahr Rangi, der himmlische Vater, nahm sich des Kindes an und ernährte es bis zu seiner Jugend im Himmel.

### Suche nach der Mutter und den Brüdern
Māui macht sich auf die Suche nach seiner Mutter und den Brüdern, Māui-taha, Māui-roto, Māui-pae, und Māui-waho. Māuis Brüder ignorieren ihn zunächst; als er jedoch anfängt, sich in verschiedene Vögel zu verwandeln, bewundern sie ihn für seine Fähigkeiten. Auch seine Mutter will ihn zunächst nicht anerkennen. Doch als er beginnt, ihr zu erzählen, dass er in Zopfhaare gewickelt ins Meer geworfen und von Rangi gerettet wurde, erinnert sie sich. Sie erkennt ihn als ihren verlorenen Sohn an, umarmt ihn und bettet ihn bei sich in ihrem Bett. Die Brüder reagieren sehr eifersüchtig, müssen ihn aber als gegeben hinnehmen.

### Die Zähmung der Sonne
Māui nimmt den Kieferknochen seines Ahnen Muri-ranga-whenua und benutzt diesen als Waffe der ersten seiner zahlreichen Ausflüge. Zunächst macht er sich an die Sonne, die zu schnell zieht und untergeht, bevor die Menschen ihre Tagesarbeit getan haben. Mit Hilfe seiner Brüder lockt er die Sonne in eine Falle und attackiert sie aufs Heftigste mit dem Knochen und zwingt sie, das Versprechen abzugeben, zukünftig langsamer zu ziehen.

### Die Entstehung Neuseelands
Māuis nächste Heldentat ist die Landhebung aus den Tiefen des Ozeans. Wiederum benutzt er den Kieferknochen, diesmal als Angelhaken, und sein Blut als Köder, und lockt so einen riesigen Fisch an. Als dieser aus dem Wasser auftaucht, überlässt er diesen zunächst seinen Brüdern und macht sich auf die Suche nach einem Priester für die passenden Dankesgebete und Zeremonien. Die Brüder wollen nicht auf seine Rückkehr warten und wollen den Fisch zerteilen, der sich als Reaktion auf die Schnitte im Todeskampf windet und aufbricht in Berge, Kliffs und Täler. Hätten die Brüder auf Māui gehört, wäre die Nordinsel Neuseelands eben und flach, und die Menschen heute hätten es wesentlich leichter zu reisen.
Die Nordinsel Neuseelands heißt deshalb auch Te Ika-a-Māui (Der Fisch von Māui).
Hingegen wurde in den Legenden der Māori aus Māuis Kanu die Südinsel Neuseelands, mit der Kaikoura Peninsula als der Stelle, an der Māui seinen Fuß aufstellte, als er den schweren Fisch aus dem Wasser zog. Ein weiterer Name in der Sprache der Māori für die Südinsel ist neben Te Wai Pounamu daher auch Te Waka a Māui (Das Kanu von Māui).

### Der Diebstahl des Feuers
Māui muss feststellen, dass es auf der Erde noch kein Feuer gibt, und macht sich auf die Suche nach Mahuika, der Feuergöttin. Er findet sie und versucht mit allerlei Tricks, an das Feuer zu kommen. Letztlich gelingt es ihm, wenn er auch nur knapp überlebt. Daraufhin setzt die Feuergöttin in ihrer Wut sowohl Land als auch das Meer in Brand. Māui verwandelt sich rasch in einen Falken und entkommt durch die Lüfte. Er betet zu seinen göttlichen Ahnen Tāwhirimātea und Whatiri-matakataka, die mit starkem Regen antworten, und das Feuer erlischt.

### Erfolgreiche Suche nach seinem Vater
Māui lebt mit seinen Geschwistern. Jeden Morgen verschwindet seine Mutter Taranga. Māui nimmt die Form eines Kererū, einer Taube an, folgt heimlich seiner Mutter, und beobachtet, wie sie sich mit seinem Vater Makea Tutara trifft. Sein Vater spricht zur Begrüßung seines Sohnes zeremonielle Gebete, macht aber Fehler, und Māui verliert die Unsterblichkeit.

### Māui sucht die Unsterblichkeit und stirbt
Māui will die Unsterblichkeit zurückgewinnen. Sein Vater hält dies für aussichtslos. Er müsse hierfür seine Ahnin Hine-nui-te-pō (Große Frau der Unterwelt) überlisten. Māui antwortet, er habe schließlich die Sonne besiegt oder Land aus dem Ozean gezogen, er würde es schaffen können.
Māui nimmt vier kleine Vögel mit auf die Reise nach Westen, dort, am Rande des Himmels lebt Hine-nui-te-pō. Er findet sie schlafend, breitbeinig daliegend. Er erklärt seinen Vögeln, er werde zwischen ihren Schenkeln in ihren Körper steigen und aus ihrem Mund wieder herauskommen und sie so besiegt haben. Sie wird sterben und er werde unsterblich sein.
Māui beginnt, in ihren Körper einzudringen, und als Kopf und Arme verschwunden sind, müssen die Vögel bei diesem Anblick lachen. Die Göttin erwacht vom Gelächter, öffnet ihre Augen, schließt ihre Schenkel und bricht Māui so entzwei.
Māui war so das erste Lebewesen, das starb, und deshalb sind alle Menschen sterblich. Die Göttin Hine-nui-te-pō ist immer noch dort, wo Māui sie gefunden hat, und bewacht den Eingang zur Unterwelt, durch den seither alle Menschen reisen müssen.

## Bedeutung heute

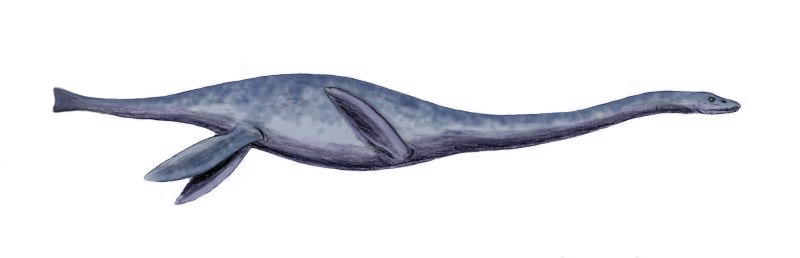
Mauisaurus, Lebendrekonstruktion

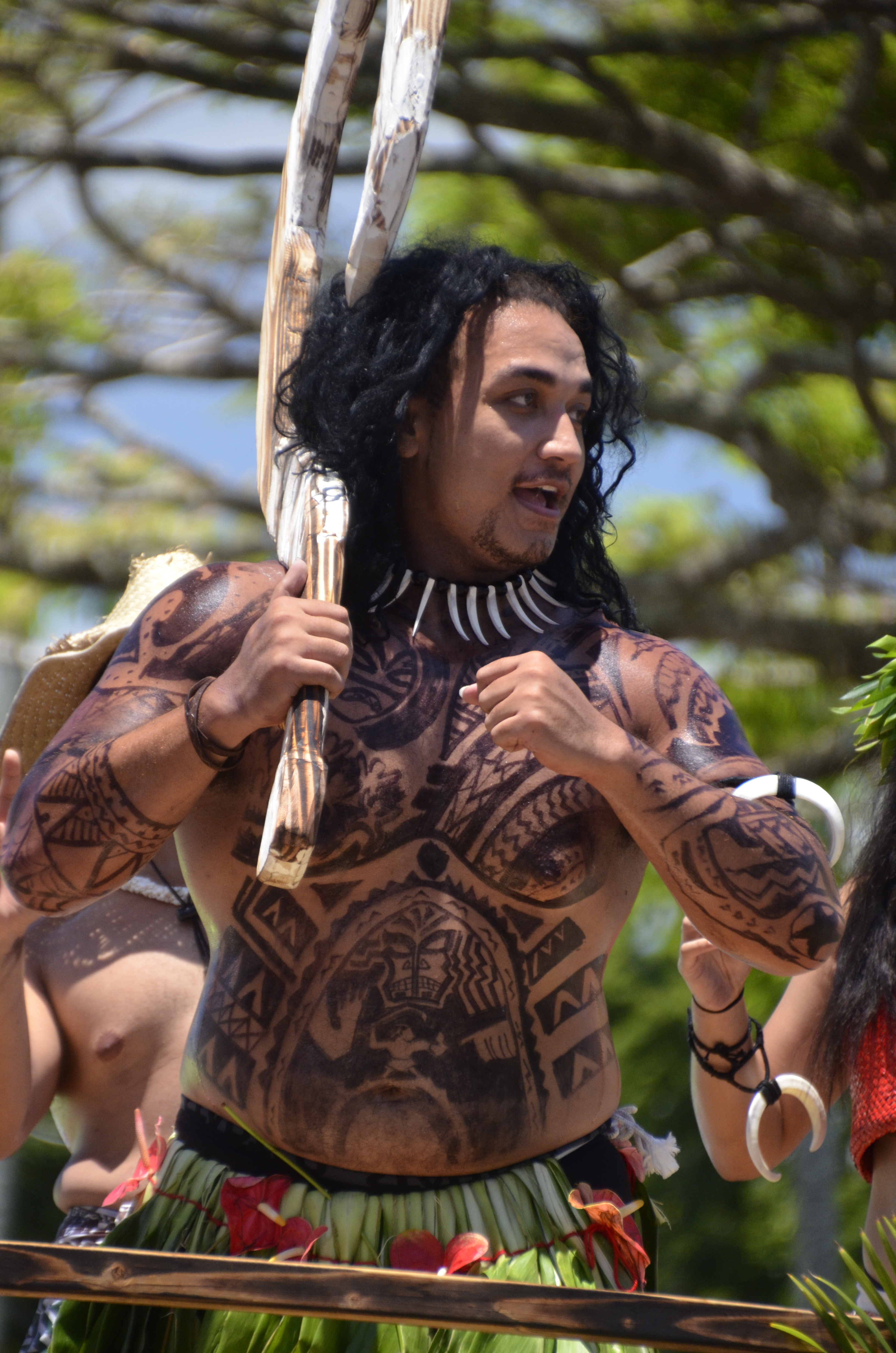
Ein Teilnehmer der Merrie Monarch Parade in Hilo stellt den Halbgott Māui im Stil des Animationsfilms von 2016 dar

Māui ist sicherlich einer der schillerndsten Figuren und der meist verehrte Halbgott und Held in der Mythologie Polynesiens: „Maui, allein gegen die Götter.“ Nach ihm ist die hawaiische Insel Maui benannt.
Eine Fernsehproduktionsgesellschaft in Neuseeland trägt seinen Namen. Auch im Zusammenhang mit Tourismus wird der Name Maui benutzt. So nennt sich Neuseelands größter Wohnmobilverleih Maui.
Ein bislang nur in Neuseeland gefundener Plesiosaurier, ein fossiles Meeresreptil, wurde ihm zu Ehren Mauisaurus genannt.
In Disneys Animationsfilmen Vaiana (2016) und Vaiana 2 (2024) ist Māui einer der beiden Hauptakteure. In den Filmen wird Māui von dem Wrestler und Schauspieler Dwayne Johnson synchronisiert. Das Aussehen von Māui wurde von dem samoanischen Wrestler Peter Maivia inspiriert.